# بنت المضاض
بنت المضاض بن عمرو بن سعد بن الرقيب بن ظالم بن هيّ بن بَيّ بن جُرْهُم وهي زوجة إسماعيل وأم أولاده.

## عنها
والدها : المضاض بن عمرو الجرهمي.
هي التي قال لها إبراهيم حين قدم مكة، قولي لزوجك إذا جاء قد رضيت لك عتبة بابك. وذكر ابن إسحاق أن إسماعيل، ولد له اثنا عشر رجلا من بنت المضاض، وهم نبت بن إسماعيل، وقيدر بن إسماعيل، وقيِدمْان بن إسماعيل، وأدد بن إسماعيل، وميشا بن إسماعيل، ومسمع بن إسماعيل، ودما بن إسماعيل، وأدر بن إسماعيل، وقطور بن إسماعيل، وطهيا بن إسماعيل، وقيس بن إسماعيل. وقال بعضهم في قيدر قيدار وفي نبت نابت، وفي أدبل أدبال، وفي ميشا ميشام، وفي دما دمار. ومن نبط وقيدر ابني إسماعيل انتشر بنو إسماعيل.